# Wilhelm Kranold
Wilhelm Heinrich August Kranold (12. januar 1818 i Itzehoe – 25. juli 1850 ved Øvre Stolk) var en dansk officer, bror til Rudolph Kranold.
Han var søn af institutbestyrer, cand. theol. Wilhelm Heinrich Otto Immanuel Kranold (1780-1838) og Louise Wilhelmine født Dreesen (1794-1855). Hans lyst fra barndommen af var at blive soldat, og da der ikke kunne blive råd til at holde ham på Landkadetakademiet, lod han sig, 15 år gammel (1833), hverve ved Livregiment lette Dragoner, hvor han hurtig avancerede til korporal. I 1836 fik han tilladelse til at forberede sig til Den kongelige militære Højskole i København. Han fik i 1838 en fortræffelig adgangsprøve, og han blev, efter at have underkastet sig generalstabseksamen, udnævnt til premierløjtnant à la suite i artilleriet med anciennitet fra 1844. Ved krigens udbrud i 1848 blev han straks ansat som adjudant, først ved avantgarden og senere ved 3. Brigade under Olaf Rye. Olaf Rye kunne fremhæve såvel hans administrative dygtighed som glimrende mod. Kranold forfremmedes samme år til kaptajn og blev adjoint i Generalstaben. I felttoget 1849 beklædte han med fortrinlig duelighed stabschefsposten ved forskellige brigader af korpset i Sundeved og på Als, og i 1850 drog han ligeledes i felten som brigadestabschef, da ansat ved 2. Brigade under August Baggesen. Slagdagen ved Isted (25. juli) satte dog hurtig en grænse for den fremragende unge krigers livsbane. Han blev truffet af en kugle i brystet, da han under brigadens march mod Langsø sprængte tilbage til undersøgelse af forholdene ved Øvre Stolk, hvorfra en heftig skydning fra fjendens nu begyndende overfald lod sig høre. 1848 var han blevet Ridder af Dannebrog.
14 dage før sin død havde Kranold 10. juli 1850 i Holbæk ægtet Albertine Julie Darre (1. maj 1821 i København - 24. august 1892 sammesteds), datter af major Hans Michael Christian Darre (1787-1846) og Emilie Charlotte født Juncker (1792-1827).
Han er begravet på Ulkebøl Kirkegård.
Der findes et portrætmaleri af Kranold i familieeje. Han er også portrætteret på tegning af Fr. Bauditz 1848 (Det Nationalhistoriske Museum på Frederiksborg Slot). Litografi af I.W. Tegner & Kittendorff 1851 efter daguerreotypi og på gruppebillede fra Hoffensbergs Atelier.